# Mohamad Al Hasan
Mohamad Al Hasan (tiếng Ả Rập: محمد الحسن) (born ngày 21 tháng 1 năm 1988 ở Manbij, Syria) là một cầu thủ bóng đá Syria hiện tại thi đấu cho Al-Wahda ở Giải bóng đá ngoại hạng Syria.

## Danh hiệu

### Câu lạc bộ
Al-Ittihad
- Cúp bóng đá Syria: 2011
- Cúp AFC: 2010